# Parietaria rhodopaea
Parietaria rhodopaea är en nässelväxtart som beskrevs av P.P. Panov. Parietaria rhodopaea ingår i släktet väggörter, och familjen nässelväxter. Inga underarter finns listade i Catalogue of Life.